# Tetjana Dorochova
Tetjana Dorochova (Oekraïens: Тетяна Дорохова) (Chernivtsi, 3 juni 1985) is een Oekraïens boogschutter.
Dorochova schiet met een recurveboog. Vanaf haar zeventiende doet ze mee aan internationale wedstrijden. Op de wereldkampioenschappen belandde ze zowel individueel als met het team geregeld in de top 3. Op het EK indoor in Turijn (2008) versloeg ze in de finale haar landgenote Joelia Lobzjenidze en werd Europees kampioen. In 2012 deed ze mee aan de Olympische Zomerspelen in Londen en deed ze samen met Kateryna Palekha en Lidiia Sichenikova mee aan de teamwedstrijd waar ze in de eerste ronde werden uitgeschakeld.

## Resultaten
| 2003 WK indoor (individueel) 2005 WK indoor (individueel) WK indoor (team) 2006 12e EK indoor (individueel) | 2007 WK indoor (team) 2008 EK indoor (individueel) |